# Georges Ravarani
Georges Ravarani (* 1. Mai 1954 in Luxemburg) ist ein luxemburgischer Jurist und ehemaliger Richter und Vizepräsident am Europäischen Gerichtshof für Menschenrechte.

## Leben und Wirken
Ravarani studierte Rechtswissenschaften an der Universität Grenoble und erwarb dort 1977 seinen Masterabschluss. Nach dem Abschluss des praktischen Teils seiner juristischen Ausbildung 1980 nahm er 1981 eine Tätigkeit als Richter am luxemburgischen Bezirksgericht auf, die er bis 1992 ausübte. Anschließend war er bis 1996 als Anwalt tätig. 1997 wurde er Präsident des erstinstanzlichen luxemburgischen Verwaltungsgerichtshofs. Seit 2002 ist er Mitglied des luxemburgischen großherzoglichen Instituts und hält seit 2006 Vorlesungen an der Universität Luxemburg. 2008 wurde Ravarani zugleich Gerichtspräsident des obersten luxemburgischen Verwaltungsgerichtshofs und Vizepräsident des luxemburgischen Verfassungsgerichtshofs. 2011 schloss er an der Universität Luxemburg seine Promotion zum Dr. iur. ab. Seit 2015 ist er dort auch Honorarprofessor. Ravarani ist Verfasser eines Standardwerks zum luxemburgischen Haftungsrecht.
Im Juni 2015 wurde Ravarani als Nachfolger von Dean Spielmann als Vertreter Luxemburgs zum Richter am Europäischen Gerichtshof für Menschenrechte gewählt. Er trat seine Amtszeit am 1. November 2015 an. Seine Amtszeit endete am 2. Mai 2024; sein Nachfolger wurde Stéphane Pisani.